# Pablo Mandazen Soto
Pablo Mandazen Soto (* 26. Juli 1912 in Aribe im Aezkoa-Tal, Navarra; † 7. Juli 2011 in Caracas), bekannt als Bruder Ginés, war ein spanischer Geistlicher, Zoologe und Naturschützer.

## Leben und Wirken
Kurz nach seiner Geburt wurde seine Mutter Juanita Soto de Mandazen schwer krank und so zog die Familie zunächst nach Gerralda im Aezkoa-Tal. Hier besuchte Pablo Mandazen Soto die Grundschule. Später studierte er bei den Ordenbrüdern de La Salle in Premià de Mar. Hier erlangte er 1930 sein Lehrdiplom und legte sein Gelübde ab. Beim Gelübde wählte er den Namen Bruder Ginés für sich, ein Name, unter dem er schließlich auch bekannt wurde. 1935 beendete er ein Studium für höhere Religion in Lembeke in Belgien. 1936 schloss er schließlich in Barranquilla seine universitäre Ausbildung ab.
Es folgte eine höhere universitäre Ausbildung, die er in Caracas absolvierte. An der Universidad Central de Venezuela machte er einen Abschluss in Naturwissenschaften. Er begann ein Aufbaustudium in Zoologie und so wurde er an der Universität schließlich 1952 promoviert. Mandazen Soto war damals der erste Doktor der Naturwissenschaften der Universität.
Als er 1937 in Caracas ankam, unterrichtete er zunächst als Lehrer am Colegio De La Salle Tienda Honda. Zusammen mit seinen La Salle Brüdern und vielen Jugendlichen gründete er 1940 die Sociedad de Ciencias Naturales La Salle, aus der 1957 die La Salle Stiftung hervorging. Am 13. März 1940 wurde Bruder Ginés Direktor des Colegios. Später im Jahr 1961 gründete er auf dessen Campus eine Abteilung für physikalische und kulturelle Anthropologie, Zoologie, Botanik und Mineralogie. Außerdem entstand auf dem Campus das Museo de Historia Natural La Salle (MHNLS).
Als am 21. August 1957 der Vorstand für die neue Stiftung konstituiert wurde, wurde Bruder Ginés deren erster Präsident. Als erste Errungenschaft der Stiftung wurde die Meeresforschungsstation Margarita (EDIMAR) im Bundesstaat Nueva Esparta am 31. Mai 1960 eingeweiht. Gleichzeitig gab die Gesellschaft die Verwaltung an das Instituto Caribe de Antropología y Sociología ab. 1968 entstand unter seiner Präsidentschaft das Liceo Náutico Pesquero “Dr. Ramón Espinoza Reyes”. Im gleichen Jahr trat die Bruderschaft La Salle ein Lehrzentrum in San Félix im Bundesstaat Bolívar an die Stiftung ab. Hier initiierte Ginés ein Programm, bei dem man einen Abschluss als technischer Bachelor erreichen konnte. An das Bildungszentrum wurde 1969 der Escuela Técnica Industrial Fundación La Salle angeschlossen. 1973 wurde auf dem Campus in Guayana unter seiner Führung die Estación Hidrobiológica de Guayana (EDIHG) eröffnet. Im Jahr 1974 öffnete im Bundesstaat Cojedes das Liceo Técnico Agropecuario Luis Tovar und wieder ein Jahr später La Estación de Investigaciones Agropecuarias (EDIAGRO) in San Carlos. Das nächste Projekt der La Salle-Stiftung war die Eröffnung der Grundschule Aldea de los Muchacho in Boconó im Jahr 1981. Im Jahr 1984 folgten in San Carlos das Instituto Universitario de Tecnología Agropecuaria (IUTEAGRO) und in Guayana das Instituto Universitario de Tecnología Industrial (IUTEIN), welche unter seiner Ägide die Pforten öffnete. Als der Gemeinderat des Bezirks Sifontes ebenfalls im Jahr 1984 Baugrund zur Verfügung stellte, wurde in Tumeremo ein Ableger des Campus von Guayana gegründet. Schließlich folgte 1993 die Eröffnung des Instituto Universitario de Tecnología Agropecuaria Boconó(IUTAB).
Während Expeditionen in den 1940er Jahren haben die Stiftung und Bruder Ginés das Volk der Warao erforscht und unterstützt. Deshalb wurde 1998 in Punta Pescador am Mündungsarm des Caño Manamo ein Institut gegründet. Mit Unterstützung der British-Petroleum-Stiftung etablierte die La Salle-Stiftung für Naturwissenschaften einen Zugang zu Alphabetisierung, zweisprachiger interkultureller Bildung und präventiver Gesundheit unter Berücksichtigung der Weltsicht der ethnischen Gruppe. Außerdem wurde über Kreditprogramme die Verbesserung der Einkommensgenerierung von Fischern gefördert. Das Leitmotiv von Mandazen Soto war immer dadurch geprägt, den Menschen und insbesondere der Jugend in den ländlichen Regionen des Landes eine Perspektive und ein Leben in Würde zu verschaffen. Bruder Ginés leitete die Stiftung jahrelang und schaffte die Voraussetzungen für die Wahl eines neuen Vorstands. Schließlich übergab er am 30. April 2004 die Präsidentschaft an seinen Nachfolger José Pereda Núñez (Bruder Pereda) und wurde gleichzeitig zum Ehrenpräsidenten der Stiftung ernannt. Nach Bruder Pereda folgten Francer Alberto Goenaga und der heutige Präsident Horacio Morales in dieser Position.
Pablo Mandazen Soto wurde am Ostfriedhof in Caracas beerdigt.

## Ehrungen
Für seine Verdienste für Wissenschaft und Umwelt erhielt Bruder Ginés 60 nationale und ausländische Auszeichnungen. Hierzu gehörten u. a.:
- 1973 Andrés-Bello-Orden erster Klasse
- 1978 Diego-de-Losada-Orden erster Klasse
- 1992 Verleihung des Nationalen Preises Olinto Camacho für wissenschaftliche Bildung
- 1992 Auszeichnung als meistbewunderter Mann des Jahrzehnts
- 1995 Libertador-Orden des Rangs Großoffizier
- 1995 Libertador-Orden erster Klasse
- Ginés wurde mit sechs Ehrendoktortiteln ausgezeichnet
  - 1987 für Philosophie und Naturwissenschaften der Marquis Giuseppe Scicluna International University Foundation, die an die Albert Einstein International Academy Foundation von Malta angegliedert ist.
  - 1990 für Bildung verliehen durch die Universidad Católica Andrés Bello
  - 1993 für Menschlichkeit verliehen durch die La Salle University in Philadelphia
  - 1996 für Bildung verliehen durch die Universidad Nacional Experimental Rómulo Gallegos
  - 1997 für Wissenschaften verliehen durch die Saint Mary’s University of Minnesota
  - 1998 verliehen durch die Universidad Nacional Experimental Simón Rodríguez
- 2000 Auszeichnung mit dem baskischen Universalpreis
- 2001 Verleihung des Nationalen Preises für Wissenschaften
- 2001 Preis für Naturschutz (ökologische Entwicklung) in Lateinamerika der Universidad Hispanoamericana de Santa María de La Rábida
- 2001 Verleihung des Nationalen Preises für Wissenschaft und Technologie des Ministeriums für Wissenschaft und Technologie
- 2002 Preis Internationaler Wissenschaftler des Jahres 2001 durch das International Biographical Centre

## Mitgliedschaften
Er war Mitglied der Sociedad de Ciencias Naturales La Salle, der Sociedad Venezolana de Ciencias Naturales, der Academia de Ciencias Físicas, Matemáticas y Naturales, der Asociación Venezolana para el Avance de la Ciencia, der American Ornithologists’ Union, der British Ornithologists’ Union, der Cooper Ornithological Society, der "American International Academy", der American Association for the Advancement of Science, des Instituto Ecuatoriano de Ciencias Naturales, des Smithsonian Institution, der Caribbean Conservation Association, des American Institute of Biological Sciences, der Udruženje Nauka i društvo (Verband für Wissenschaft und Gesellschaft von Jugoslawien), des IUCN und der International Biographical Association.

## Dedikationsnamen
Carlos Andres Lasso Alcala und Donald Charles Taphorn Baechle benannten 2000 die aus der Familie der Echten Salmler stammende Art Acestrocephalus ginesi zu seinen Ehren. Juan Arturo Rivero Quintero würdigte ihn 1964 in Pristimantis ginesi aus der Familie Craugastoridae und 1968 Stefania ginesi aus der Gattung Stefania. Außerdem führte er 1961 Hyla ginesi als Ersatznahme von Myersiohyla loveridgei (Rivero, 1961) ein. 1982 zeigt Enrique La Marca, dass Myersiohyla loveridgei laut den Internationalen Regeln für die Zoologische Nomenklatur ein gültiger Name war, so dass der Name Hyla ginesi heute als junior Synonym gesehen wird. Ebenso wurde ihm die Silberhakenschnabel-Unterart (Diglossa caerulescens ginesi Phelps & Phelps Jr, 1952) gewidmet.

## Erstbeschreibungen und Synonyme von Bruder Ginés
Zusammen mit Ramón Aveledo Hostos beschrieb er einige für die Wissenschaft neue Unterarten.

### Unterarten
Zu den Unterarten gehören chronologisch u. a.:
- Schwarzbrust-Gimpeltangare (Tiaris fuliginosus zuliae (Aveledo & Ginés, 1948))
- Dunenkopfpapagei (Pionus sordidus ponsi Aveledo & Ginés, 1950)
- Graubrust-Ameisendrossel  (Formicarius analis griseoventris Aveledo & Ginés, 1950)
- Einfarb-Zaunkönig (Cinnycerthia unirufa chakei Aveledo & Ginés, 1952)
- Einsiedlerzaunkönig (Henicorhina leucophrys manastarae Aveledo & Ginés, 1952)
- Goldschnabel-Musendrossel (Catharus aurantiirostris barbaritoi Aveledo & Ginés, 1952)
- Rostbrust-Ameisendrossel (Formicarius rufipectus lasallei Aveledo & Ginés, 1952)
- Olivmantelspecht (Colaptes rubiginosus deltanus (Aveledo & Ginés, 1953))

### Synonyme
In der Literatur finden sich gelegentlich folgende Synonyme von ihm, die früher als eigenständige Unterarten betrachtet wurden:
- Magdalenaameisenvogel (Sipia palliata (venezuelae) (Aveledo & Ginés, 1949))
- Graukehl-Laubwender (Sclerurus albigularis albigularis (kunanensis) Aveledo & Ginés, 1950)
- Pfauenkuckuck (Dromococcyx pavoninus (perijanus) Aveledo & Ginés, 1950)

## Publikationen (Auswahl)
- Bruder Ginés: En el IV aniversario de la Sociedad de Ciencias Naturales La Salle. In: Memoria de la Fundación La Salle de Ciencias Naturales. Nr. 3, 1944, S. 12–14 (spanisch, flasa.msinfo.info [PDF]).
- Bruder Ginés, Cayetano de Carrocera, José M. Cruxent, Jesús M. Rísquez: Manicuare. In: Memoria de la Fundación La Salle de Ciencias Naturales. Nr. 6, 1946, S. 157–200 (spanisch, flasa.msinfo.info [PDF]).
- Bruder Ginés: La Comisión de Zoología en la excursión al Golfo de Cariaco. In: Memoria de la Fundación La Salle de Ciencias Naturales. Nr. 6, 1947, S. 279–291 (spanisch, flasa.msinfo.info [PDF]).
- Bruder Ginés, Ramón Aveledo Hostos: Las aves del valle de Cariaco. In: Memoria de la Fundación La Salle de Ciencias Naturales. Nr. 6, 1947, S. 292–311 (spanisch, flasa.msinfo.info [PDF]).
- Bruder Ginés, Ramón Aveledo Hostos: Contribución a la ornitología venezolana - Ave nueva de Venezuela. In: Memoria de la Fundación La Salle de Ciencias Naturales. Nr. 8, 1948, S. 107–108 (spanisch, flasa.msinfo.info [PDF]).
- Bruder Ginés, Gustavo Linares E.: Apuntes botánicos tomados en la expedición a la Laguna de Tacarigua. In: Memoria de la Fundación La Salle de Ciencias Naturales. Nr. 9, 1949, S. 173–186 (spanisch, flasa.msinfo.info [PDF]).
- Ramón Aveledo Hostos, Bruder Ginés: Descripción de cuatro aves nuevas para Venezuela. In: Memoria de la Fundación La Salle de Ciencias Naturales. Nr. 26, 1950, S. 59–71 (spanisch).
- Ramón Aveledo Hostos, Bruder Ginés: Seis aves nuevas para la avifauna venezolana. In: Novedades Científicas, Contribuciones Ocasionales Museo Historia Natural La Salle (= Serie Zoológica). Nr. 4, 1951, ZDB-ID 920148-8, S. 1–5 (spanisch).
- Ramón Aveledo Hostos, Bruder Ginés: Cuatro aves nuevas y dos extensiones de distribucion para Venezuela, de Perija. In: Novedades Científicas, Contribuciones Ocasionales Museo Historia Natural La Salle (= Serie Zoológica). Nr. 6, 1952, ZDB-ID 920148-8, S. 1–15 (spanisch).
- Bruder Ginés, Giorgio Marcuzzi, Felipe J. Martín Salazar: Observaciones sobre las condiciones de vida de la trucha en los Andes de Mérida. In: Memoria de la Fundación La Salle de Ciencias Naturales. Nr. 12, 1952, S. 159–200 (spanisch, flasa.msinfo.info [PDF]).
- Bruder Ginés, Pedro Jam L.: El medio geográfico. Perijá. In: Memoria de la Fundación La Salle de Ciencias Naturales. Nr. 12, 1952, S. 235–246 (spanisch, flasa.msinfo.info [PDF]).
- Bruder Ginés, Gerardo Yépez Tamayo: Ojeada general sobre la avifauna de la región. Perijá. In: Memoria de la Fundación La Salle de Ciencias Naturales. Nr. 13, 1953, S. 135–140 (spanisch, flasa.msinfo.info [PDF]).
- Bruder Ginés,  Ramón Aveledo Hostos, Adolfo Pons, Gerardo Yépez Tamayo, Ricardo Muñóz Tebar: Lista y comentario de las aves colectadas en la región. Perijá. In: Memoria de la Fundación La Salle de Ciencias Naturales. Nr. 13, 1953, S. 145–202 (spanisch, flasa.msinfo.info [PDF]).
- Bruder Ginés, Ernesto Foldats: Aspectos geobótanicos de región de Perijá. In: Memoria de la Fundación La Salle de Ciencias Naturales. Nr. 13, 1953, S. 273–286 (spanisch, flasa.msinfo.info [PDF]).
- Bruder Ginés, Felipe Matos G.: Apuntes etnobotánicos. Perijá. In: Memoria de la Fundación La Salle de Ciencias Naturales. Nr. 13, 1953, S. 287–290 (spanisch, flasa.msinfo.info [PDF]).
- Bruder Ginés, Ernesto Foldats, Felipe Matos G.: Flórula de la cuenca del Río Negro, Perijá, 1. In: Memoria de la Fundación La Salle de Ciencias Naturales. Nr. 13, 1953, S. 291–368 (spanisch, flasa.msinfo.info [PDF]).
- Bruder Ginés, Ernesto Foldats, Felipe Matos G.: Flórula de la cuenca del Río Negro, Perijá, 2. In: Memoria de la Fundación La Salle de Ciencias Naturales. Nr. 14, 1954, S. 9–142 (spanisch, flasa.msinfo.info [PDF]).
- Bruder Ginés, Ramón Aveledo Hostos: Aves de Caza de Venezuela. Editorial Sucre, Caracas 1958 (books.google.de).
- Bruder Ginés: Representantes de la familia Pipidae (Amphibia, Salienta) en Venezuela. In: Memoria de la Fundación La Salle de Ciencias Naturales. Nr. 18, 1958, S. 5–18 (spanisch, flasa.msinfo.info [PDF]).
- Bruder Ginés: Familias y géneros de anfibios-Amphibia-de Venezuela. In: Memoria de la Fundación La Salle de Ciencias Naturales. Nr. 19, 1959, S. 85–146 (spanisch, flasa.msinfo.info [PDF]).
- Bruder Ginés, Gerardo Yépez Tamayo: Aspectos de la naturaleza de las Islas Las Aves, Venezuela. In: Memoria de la Fundación La Salle de Ciencias Naturales. Nr. 20, 1960, S. 5–53 (spanisch, flasa.msinfo.info [PDF]).
- Bruder Ginés, Johannes Wilbert: Una corta expedición a tierras motilonas. In: Memoria de la Fundación La Salle de Ciencias Naturales. Nr. 20, 1960, S. 159–174 (spanisch, flasa.msinfo.info [PDF]).
- Bruder Ginés, Fernando Cervigón: Exploratory fishing in the southern Caribbean and northern Atlantic coasts of South America. In: Proceedings of the Gulf and Caribbean Fisheries Institute. 1967, S. 145–158.
- Bruder Ginés, Fernando Cervigón: Exploracion pesquera en las costas de Guyana y Surinam año 1967. Nr. 29. Estacíon de Investigaciones Marinas de Margarita. Fundacíon La Salle de Ciencias Naturales, Caracas 1967.
- Bruder Ginés, Fernando Cervigón, Ramón Gómez: Pesca exploratoria en la costa N y NE de Sur-America. In: FAO Fisheries Report. Band 71, Nr. 2, 1971, S. 57–93.
- Bruder Ginés, Charles Angell, Manuel Méndez Arocha, Gilberto Rodríguez, Germán A. Febres, Ramón Gómez, Jesús Rubio, Gabriel Pastor, José R. Otaola: Carta pesquera de Venezuela: áreas Nororiente y Guayana. Monografía 16. Fundación La Salle de Ciencias Naturales, Caracas 1972 (flasa.msinfo.info [PDF]).
- Bruder Ginés, Charles Angell, Manuel Méndez Arocha, Gilberto Rodríguez, Germán A. Febres, Ramón Gómez, Jesús Rubio, Gabriel Pastor, José R. Otaola: Carta pesquera de Venezuela: área Central y Occidental. Monografía 27. Fundación La Salle de Ciencias Naturales, Caracas 1982 (flasa.msinfo.info).
- Bruder Ginés: Esencia y presencia de una institución. Fundación La Salle de Ciencias Naturales, San Carlos 1986.
- Bruder Ginés: Problemática pesquera de Venezuela. Serie ciencia y tecnología, No. 3. Fundación La Salle de Ciencias Naturales, Caracas 1988 (flasa.msinfo.info [PDF]).
- Bruder Ginés: Pensamiento filosófico para un quehacer. Fundación La Salle de Ciencias Naturales, Caracas 1992 (flasa.msinfo.info [PDF]).